# Definición Pre-Libertadores 2017 (Chile)
La definición Pre-Libertadores 2017 o Duelo de Subcampeones de Chile 2017 fue una competición de fútbol de Chile, jugada en ese año, consistente en un partido clasificatorio para la Copa Libertadores 2018 y Copa Sudamericana 2018.
La disputaron los elencos de Universidad de Concepción y Unión Española, que accedieron como subcampeones, de los 2 torneos locales del año 2017 y ambos equipos definieron en partidos de ida y vuelta, quién acompañaría a Universidad de Chile, Colo-Colo y Santiago Wanderers en la Copa Conmebol Libertadores Bridgestone 2018 y quién acompañaría a Everton, Audax Italiano y Deportes Temuco en la Copa Conmebol Sudamericana 2018.

## Clasificados
| Universidad de Concepción (Tercer puesto del Torneo de Clausura 2017) |
| Unión Española (Subcampeón del Torneo de Transición 2017)             |

Nota: Universidad de Concepción juega el Duelo de Subcampeones 2017, debido a que Colo-Colo, subcampeón del Torneo de Clausura Scotiabank 2017, clasificó a la Copa Conmebol Libertadores Bridgestone 2018, por ser campeón del Torneo de Transición Scotiabank 2017. Al ocurrir esto, Colo-Colo cedió su puesto de subcampeón, al tercer lugar de ese torneo, que fue precisamente el equipo del "Campanil".

## Resultados
|  | Universidad de Concepción | 1 - 0 | Unión Española |  | Ester Roa Rebolledo | Jorge Osorio | 13 de diciembre | 20:00 | CDF HD |

|  | Unión Española | 1 - 2 | Universidad de Concepción |  | Santa Laura Universidad-SEK | Roberto Tobar | 20 de diciembre | 20:00 | CDFHD |

### Partido de ida[1]
| 1     | POR   | Cristián Muñoz      |     |
| 4     | DEF   | Gustavo Mencia      |     |
| 13    | DEF   | Felipe Muñoz        |     |
| 16    | DEF   | Héctor Berríos      |     |
| 19    | DEF   | Ronald de la Fuente |     |
| 6     | MED   | Alejandro Camargo   |     |
| 7     | MED   | Jean Meneses        |     |
| 10    | MED   | Hugo Droguett       | 44' |
| 21    | MED   | Fernando Manríquez  |     |
| 23    | DEL   | Gonzalo Barreto     | 84' |
| 24    | DEL   | Jonathan Benítez    | 68' |
| D. T. | D. T. | Francisco Bozán     |     |

| 18    | POR   | Diego Sánchez     |     |
| 3     | DEF   | Diego Sosa        |     |
| 6     | DEF   | Ramiro González   |     |
| 15    | DEF   | Juan Pablo Gómez  |     |
| 24    | DEF   | Ángelo Pizzorno   |     |
| 5     | MED   | Santiago Gallucci |     |
| 20    | MED   | Guillermo Hauché  | 61' |
| 22    | MED   | Pablo Aránguiz    |     |
| 27    | MED   | Pablo Galdames    | 76' |
| 16    | DEL   | Carlos Muñoz      |     |
| 23    | DEL   | Sebastián Jaime   | 76' |
| D. T. | D. T. | Martín Palermo    |     |

| 8  | Delantero      | José Huentelaf    | 44' |
| 26 | Centrocampista | Cristián Amarilla | 68' |
| 14 | Defensa        | Guillermo Pacheco | 84' |

| 21 | Centrocampista | Israel Poblete   | 61' |
| 7  | Delantero      | Christian Bravo  | 76' |
| 8  | Centrocampista | Fernando Meneses | 76' |

| 14' (a.g.) | Santiago Gallucci | 1:0 |

| 43' · 80' | Alejandro Camargo Ronald de la Fuente |

| 3' · 55' · 67' | Juan Pablo Gómez Sebastián Jaime Diego Sosa |

| Principal | Jorge Osorio |

|                    |     |     |
| Tiros              | 5   | 3   |
| Tiros a puerta     | 0   | 1   |
| Faltas             | 12  | 23  |
| Saques de esquina  | 4   | 3   |
| Penaltis           | 0   | 0   |
| Fueras de juego    | 1   | 0   |
| Posesión del balón | 44% | 56% |

| Alineación inicial |

| 1     | POR   | Cristián Muñoz      |     |
| 4     | DEF   | Gustavo Mencia      |     |
| 13    | DEF   | Felipe Muñoz        |     |
| 16    | DEF   | Héctor Berríos      |     |
| 19    | DEF   | Ronald de la Fuente |     |
| 6     | MED   | Alejandro Camargo   |     |
| 7     | MED   | Jean Meneses        |     |
| 10    | MED   | Hugo Droguett       | 44' |
| 21    | MED   | Fernando Manríquez  |     |
| 23    | DEL   | Gonzalo Barreto     | 84' |
| 24    | DEL   | Jonathan Benítez    | 68' |
| D. T. | D. T. | Francisco Bozán     |     |

| 18    | POR   | Diego Sánchez     |     |
| 3     | DEF   | Diego Sosa        |     |
| 6     | DEF   | Ramiro González   |     |
| 15    | DEF   | Juan Pablo Gómez  |     |
| 24    | DEF   | Ángelo Pizzorno   |     |
| 5     | MED   | Santiago Gallucci |     |
| 20    | MED   | Guillermo Hauché  | 61' |
| 22    | MED   | Pablo Aránguiz    |     |
| 27    | MED   | Pablo Galdames    | 76' |
| 16    | DEL   | Carlos Muñoz      |     |
| 23    | DEL   | Sebastián Jaime   | 76' |
| D. T. | D. T. | Martín Palermo    |     |

| 8  | Delantero      | José Huentelaf    | 44' |
| 26 | Centrocampista | Cristián Amarilla | 68' |
| 14 | Defensa        | Guillermo Pacheco | 84' |

| 21 | Centrocampista | Israel Poblete   | 61' |
| 7  | Delantero      | Christian Bravo  | 76' |
| 8  | Centrocampista | Fernando Meneses | 76' |

| 14' (a.g.) | Santiago Gallucci | 1:0 |

| 43' · 80' | Alejandro Camargo Ronald de la Fuente |

| 3' · 55' · 67' | Juan Pablo Gómez Sebastián Jaime Diego Sosa |

| Principal | Jorge Osorio |

|                    |     |     |
| Tiros              | 5   | 3   |
| Tiros a puerta     | 0   | 1   |
| Faltas             | 12  | 23  |
| Saques de esquina  | 4   | 3   |
| Penaltis           | 0   | 0   |
| Fueras de juego    | 1   | 0   |
| Posesión del balón | 44% | 56% |

| Alineación inicial |

| 1     | POR   | Cristián Muñoz      |     |
| 4     | DEF   | Gustavo Mencia      |     |
| 13    | DEF   | Felipe Muñoz        |     |
| 16    | DEF   | Héctor Berríos      |     |
| 19    | DEF   | Ronald de la Fuente |     |
| 6     | MED   | Alejandro Camargo   |     |
| 7     | MED   | Jean Meneses        |     |
| 10    | MED   | Hugo Droguett       | 44' |
| 21    | MED   | Fernando Manríquez  |     |
| 23    | DEL   | Gonzalo Barreto     | 84' |
| 24    | DEL   | Jonathan Benítez    | 68' |
| D. T. | D. T. | Francisco Bozán     |     |

| 18    | POR   | Diego Sánchez     |     |
| 3     | DEF   | Diego Sosa        |     |
| 6     | DEF   | Ramiro González   |     |
| 15    | DEF   | Juan Pablo Gómez  |     |
| 24    | DEF   | Ángelo Pizzorno   |     |
| 5     | MED   | Santiago Gallucci |     |
| 20    | MED   | Guillermo Hauché  | 61' |
| 22    | MED   | Pablo Aránguiz    |     |
| 27    | MED   | Pablo Galdames    | 76' |
| 16    | DEL   | Carlos Muñoz      |     |
| 23    | DEL   | Sebastián Jaime   | 76' |
| D. T. | D. T. | Martín Palermo    |     |

| 8  | Delantero      | José Huentelaf    | 44' |
| 26 | Centrocampista | Cristián Amarilla | 68' |
| 14 | Defensa        | Guillermo Pacheco | 84' |

| 21 | Centrocampista | Israel Poblete   | 61' |
| 7  | Delantero      | Christian Bravo  | 76' |
| 8  | Centrocampista | Fernando Meneses | 76' |

| 14' (a.g.) | Santiago Gallucci | 1:0 |

| 43' · 80' | Alejandro Camargo Ronald de la Fuente |

| 3' · 55' · 67' | Juan Pablo Gómez Sebastián Jaime Diego Sosa |

| Principal | Jorge Osorio |

|                    |     |     |
| Tiros              | 5   | 3   |
| Tiros a puerta     | 0   | 1   |
| Faltas             | 12  | 23  |
| Saques de esquina  | 4   | 3   |
| Penaltis           | 0   | 0   |
| Fueras de juego    | 1   | 0   |
| Posesión del balón | 44% | 56% |

| Alineación inicial |

| 1     | POR   | Cristián Muñoz      |     |
| 4     | DEF   | Gustavo Mencia      |     |
| 13    | DEF   | Felipe Muñoz        |     |
| 16    | DEF   | Héctor Berríos      |     |
| 19    | DEF   | Ronald de la Fuente |     |
| 6     | MED   | Alejandro Camargo   |     |
| 7     | MED   | Jean Meneses        |     |
| 10    | MED   | Hugo Droguett       | 44' |
| 21    | MED   | Fernando Manríquez  |     |
| 23    | DEL   | Gonzalo Barreto     | 84' |
| 24    | DEL   | Jonathan Benítez    | 68' |
| D. T. | D. T. | Francisco Bozán     |     |

| 18    | POR   | Diego Sánchez     |     |
| 3     | DEF   | Diego Sosa        |     |
| 6     | DEF   | Ramiro González   |     |
| 15    | DEF   | Juan Pablo Gómez  |     |
| 24    | DEF   | Ángelo Pizzorno   |     |
| 5     | MED   | Santiago Gallucci |     |
| 20    | MED   | Guillermo Hauché  | 61' |
| 22    | MED   | Pablo Aránguiz    |     |
| 27    | MED   | Pablo Galdames    | 76' |
| 16    | DEL   | Carlos Muñoz      |     |
| 23    | DEL   | Sebastián Jaime   | 76' |
| D. T. | D. T. | Martín Palermo    |     |

| 8  | Delantero      | José Huentelaf    | 44' |
| 26 | Centrocampista | Cristián Amarilla | 68' |
| 14 | Defensa        | Guillermo Pacheco | 84' |

| 21 | Centrocampista | Israel Poblete   | 61' |
| 7  | Delantero      | Christian Bravo  | 76' |
| 8  | Centrocampista | Fernando Meneses | 76' |

| 14' (a.g.) | Santiago Gallucci | 1:0 |

| 43' · 80' | Alejandro Camargo Ronald de la Fuente |

| 3' · 55' · 67' | Juan Pablo Gómez Sebastián Jaime Diego Sosa |

| Principal | Jorge Osorio |

|                    |     |     |
| Tiros              | 5   | 3   |
| Tiros a puerta     | 0   | 1   |
| Faltas             | 12  | 23  |
| Saques de esquina  | 4   | 3   |
| Penaltis           | 0   | 0   |
| Fueras de juego    | 1   | 0   |
| Posesión del balón | 44% | 56% |

| Alineación inicial |

### Partido de vuelta[2]
| 18    | POR   | Diego Sánchez     |     |
| 3     | DEF   | Diego Sosa        |     |
| 6     | DEF   | Ramiro González   |     |
| 15    | DEF   | Juan Pablo Gómez  | 33' |
| 17    | DEF   | Jorge Ampuero     | 70' |
| 5     | MED   | Santiago Gallucci |     |
| 20    | MED   | Guillermo Hauché  | 64' |
| 22    | MED   | Pablo Aránguiz    |     |
| 27    | MED   | Pablo Galdames    |     |
| 19    | DEL   | Gustavo Canales   |     |
| 23    | DEL   | Sebastián Jaime   |     |
| D. T. | D. T. | Martín Palermo    |     |

| 1     | POR   | Cristián Muñoz      |     |
| 4     | DEF   | Gustavo Mencia      |     |
| 13    | DEF   | Felipe Muñoz        |     |
| 16    | DEF   | Héctor Berríos      |     |
| 19    | DEF   | Ronald de la Fuente |     |
| 7     | MED   | Jean Meneses        | 87' |
| 10    | MED   | Hugo Droguett       |     |
| 20    | MED   | Francisco Portillo  |     |
| 21    | MED   | Fernando Manríquez  |     |
| 24    | MED   | Jonathan Benítez    | 66' |
| 23    | DEL   | Gonzalo Barreto     | 71' |
| D. T. | D. T. | Francisco Bozán     |     |

| 8  | Centrocampista | Fernando Meneses | 33' |
| 21 | Centrocampista | Israel Poblete   | 64' |
| 13 | Centrocampista | Víctor Méndez    | 70' |

| 8  | Delantero | José Huentelaf    | 66' |
| 9  | Delantero | Carlos Escobar    | 71' |
| 14 | Defensa   | Guillermo Pacheco | 87' |

| 22' (a.g.) | Héctor Berríos | 1:1 |

| 4' · 72' | Jean Meneses Hugo Droguett | 0:1 1:2 |

| 19' · 29' · 45+3' · 81' | Sebastián Jaime Pablo Galdames Jorge Ampuero Ramiro González |

| 11' · 18' · 44' | Francisco Portillo Jonathan Benítez Felipe Muñoz |

| Principal | Roberto Tobar |

|                    |     |     |
| Tiros              | 8   | 7   |
| Tiros a puerta     | 5   | 4   |
| Faltas             | 17  | 13  |
| Saques de esquina  | 6   | 5   |
| Penaltis           | 0   | 0   |
| Fueras de juego    | 3   | 2   |
| Posesión del balón | 59% | 41% |

| Alineación inicial |

| 18    | POR   | Diego Sánchez     |     |
| 3     | DEF   | Diego Sosa        |     |
| 6     | DEF   | Ramiro González   |     |
| 15    | DEF   | Juan Pablo Gómez  | 33' |
| 17    | DEF   | Jorge Ampuero     | 70' |
| 5     | MED   | Santiago Gallucci |     |
| 20    | MED   | Guillermo Hauché  | 64' |
| 22    | MED   | Pablo Aránguiz    |     |
| 27    | MED   | Pablo Galdames    |     |
| 19    | DEL   | Gustavo Canales   |     |
| 23    | DEL   | Sebastián Jaime   |     |
| D. T. | D. T. | Martín Palermo    |     |

| 1     | POR   | Cristián Muñoz      |     |
| 4     | DEF   | Gustavo Mencia      |     |
| 13    | DEF   | Felipe Muñoz        |     |
| 16    | DEF   | Héctor Berríos      |     |
| 19    | DEF   | Ronald de la Fuente |     |
| 7     | MED   | Jean Meneses        | 87' |
| 10    | MED   | Hugo Droguett       |     |
| 20    | MED   | Francisco Portillo  |     |
| 21    | MED   | Fernando Manríquez  |     |
| 24    | MED   | Jonathan Benítez    | 66' |
| 23    | DEL   | Gonzalo Barreto     | 71' |
| D. T. | D. T. | Francisco Bozán     |     |

| 8  | Centrocampista | Fernando Meneses | 33' |
| 21 | Centrocampista | Israel Poblete   | 64' |
| 13 | Centrocampista | Víctor Méndez    | 70' |

| 8  | Delantero | José Huentelaf    | 66' |
| 9  | Delantero | Carlos Escobar    | 71' |
| 14 | Defensa   | Guillermo Pacheco | 87' |

| 22' (a.g.) | Héctor Berríos | 1:1 |

| 4' · 72' | Jean Meneses Hugo Droguett | 0:1 1:2 |

| 19' · 29' · 45+3' · 81' | Sebastián Jaime Pablo Galdames Jorge Ampuero Ramiro González |

| 11' · 18' · 44' | Francisco Portillo Jonathan Benítez Felipe Muñoz |

| Principal | Roberto Tobar |

|                    |     |     |
| Tiros              | 8   | 7   |
| Tiros a puerta     | 5   | 4   |
| Faltas             | 17  | 13  |
| Saques de esquina  | 6   | 5   |
| Penaltis           | 0   | 0   |
| Fueras de juego    | 3   | 2   |
| Posesión del balón | 59% | 41% |

| Alineación inicial |

| 18    | POR   | Diego Sánchez     |     |
| 3     | DEF   | Diego Sosa        |     |
| 6     | DEF   | Ramiro González   |     |
| 15    | DEF   | Juan Pablo Gómez  | 33' |
| 17    | DEF   | Jorge Ampuero     | 70' |
| 5     | MED   | Santiago Gallucci |     |
| 20    | MED   | Guillermo Hauché  | 64' |
| 22    | MED   | Pablo Aránguiz    |     |
| 27    | MED   | Pablo Galdames    |     |
| 19    | DEL   | Gustavo Canales   |     |
| 23    | DEL   | Sebastián Jaime   |     |
| D. T. | D. T. | Martín Palermo    |     |

| 1     | POR   | Cristián Muñoz      |     |
| 4     | DEF   | Gustavo Mencia      |     |
| 13    | DEF   | Felipe Muñoz        |     |
| 16    | DEF   | Héctor Berríos      |     |
| 19    | DEF   | Ronald de la Fuente |     |
| 7     | MED   | Jean Meneses        | 87' |
| 10    | MED   | Hugo Droguett       |     |
| 20    | MED   | Francisco Portillo  |     |
| 21    | MED   | Fernando Manríquez  |     |
| 24    | MED   | Jonathan Benítez    | 66' |
| 23    | DEL   | Gonzalo Barreto     | 71' |
| D. T. | D. T. | Francisco Bozán     |     |

| 8  | Centrocampista | Fernando Meneses | 33' |
| 21 | Centrocampista | Israel Poblete   | 64' |
| 13 | Centrocampista | Víctor Méndez    | 70' |

| 8  | Delantero | José Huentelaf    | 66' |
| 9  | Delantero | Carlos Escobar    | 71' |
| 14 | Defensa   | Guillermo Pacheco | 87' |

| 22' (a.g.) | Héctor Berríos | 1:1 |

| 4' · 72' | Jean Meneses Hugo Droguett | 0:1 1:2 |

| 19' · 29' · 45+3' · 81' | Sebastián Jaime Pablo Galdames Jorge Ampuero Ramiro González |

| 11' · 18' · 44' | Francisco Portillo Jonathan Benítez Felipe Muñoz |

| Principal | Roberto Tobar |

|                    |     |     |
| Tiros              | 8   | 7   |
| Tiros a puerta     | 5   | 4   |
| Faltas             | 17  | 13  |
| Saques de esquina  | 6   | 5   |
| Penaltis           | 0   | 0   |
| Fueras de juego    | 3   | 2   |
| Posesión del balón | 59% | 41% |

| Alineación inicial |

| 18    | POR   | Diego Sánchez     |     |
| 3     | DEF   | Diego Sosa        |     |
| 6     | DEF   | Ramiro González   |     |
| 15    | DEF   | Juan Pablo Gómez  | 33' |
| 17    | DEF   | Jorge Ampuero     | 70' |
| 5     | MED   | Santiago Gallucci |     |
| 20    | MED   | Guillermo Hauché  | 64' |
| 22    | MED   | Pablo Aránguiz    |     |
| 27    | MED   | Pablo Galdames    |     |
| 19    | DEL   | Gustavo Canales   |     |
| 23    | DEL   | Sebastián Jaime   |     |
| D. T. | D. T. | Martín Palermo    |     |

| 1     | POR   | Cristián Muñoz      |     |
| 4     | DEF   | Gustavo Mencia      |     |
| 13    | DEF   | Felipe Muñoz        |     |
| 16    | DEF   | Héctor Berríos      |     |
| 19    | DEF   | Ronald de la Fuente |     |
| 7     | MED   | Jean Meneses        | 87' |
| 10    | MED   | Hugo Droguett       |     |
| 20    | MED   | Francisco Portillo  |     |
| 21    | MED   | Fernando Manríquez  |     |
| 24    | MED   | Jonathan Benítez    | 66' |
| 23    | DEL   | Gonzalo Barreto     | 71' |
| D. T. | D. T. | Francisco Bozán     |     |

| 8  | Centrocampista | Fernando Meneses | 33' |
| 21 | Centrocampista | Israel Poblete   | 64' |
| 13 | Centrocampista | Víctor Méndez    | 70' |

| 8  | Delantero | José Huentelaf    | 66' |
| 9  | Delantero | Carlos Escobar    | 71' |
| 14 | Defensa   | Guillermo Pacheco | 87' |

| 22' (a.g.) | Héctor Berríos | 1:1 |

| 4' · 72' | Jean Meneses Hugo Droguett | 0:1 1:2 |

| 19' · 29' · 45+3' · 81' | Sebastián Jaime Pablo Galdames Jorge Ampuero Ramiro González |

| 11' · 18' · 44' | Francisco Portillo Jonathan Benítez Felipe Muñoz |

| Principal | Roberto Tobar |

|                    |     |     |
| Tiros              | 8   | 7   |
| Tiros a puerta     | 5   | 4   |
| Faltas             | 17  | 13  |
| Saques de esquina  | 6   | 5   |
| Penaltis           | 0   | 0   |
| Fueras de juego    | 3   | 2   |
| Posesión del balón | 59% | 41% |

| Alineación inicial |

## Cupos internacionales
|                                                   |
|                                                   |
| Universidad de Concepción                         |
| Clasificado a Copa Libertadores 2018 como Chile 4 |

|                                                   |
|                                                   |
| Unión Española                                    |
| Clasificado a Copa Sudamericana 2018 como Chile 1 |